# Gustav Jensen
Gustav Jensen (* 25. Dezember 1843 in Königsberg; † 26. November 1895 in Köln) war ein deutscher klassischer Violinist, spätromantischer Komponist und Musikpädagoge. Er war der Bruder des Komponisten Adolf Jensen.

## Leben und Werk
Gustav Jensen studierte Violine und Komposition in Berlin. Seine Lehrer waren Siegfried Wilhelm Dehn, Joseph Joachim und Ferdinand Laub. 1872 wurde Jensen Kontrapunktlehrer am Konservatorium in Köln. Er schrieb das Klaviertrio op. 4, das Streichquartett op. 11 sowie Klavier- und Violinstücke, Lieder und Chöre. Er gab eine Sammlung Klassische Violinmusik heraus und übersetzte Cherubinis Cour de contrepoint (herausgegeben von Otto Klauwell als Theorie des Contrapunktes, Köln 1896 und von Richard Heuberger, Leipzig 1911).
Mit seiner Cellosonate gewann Gustav Jensen 1881 einen von der Zeitschrift für Neue Musik ausgeschriebenen Kompositionswettbewerb und „übertrumpfte“ dabei den damals 17-jährigen Richard Strauss. Strauss zog daraufhin eine Veröffentlichung seiner eigenen (ersten) Cellosonate zurück. Die Cellistin Raphaela Gromes und der Pianist Julian Riem spielten im Sommer 2020 die Cellosonate von Jensen für den SWR2-Podcast #zusammenspielen ein.